# Quarrata
Quarrata es una localidad italiana de la provincia de Pistoia, región de Toscana, con 24.600 habitantes.

Ubicación de la ciudad de Quarrata dentro de la provincia de Pistoia.

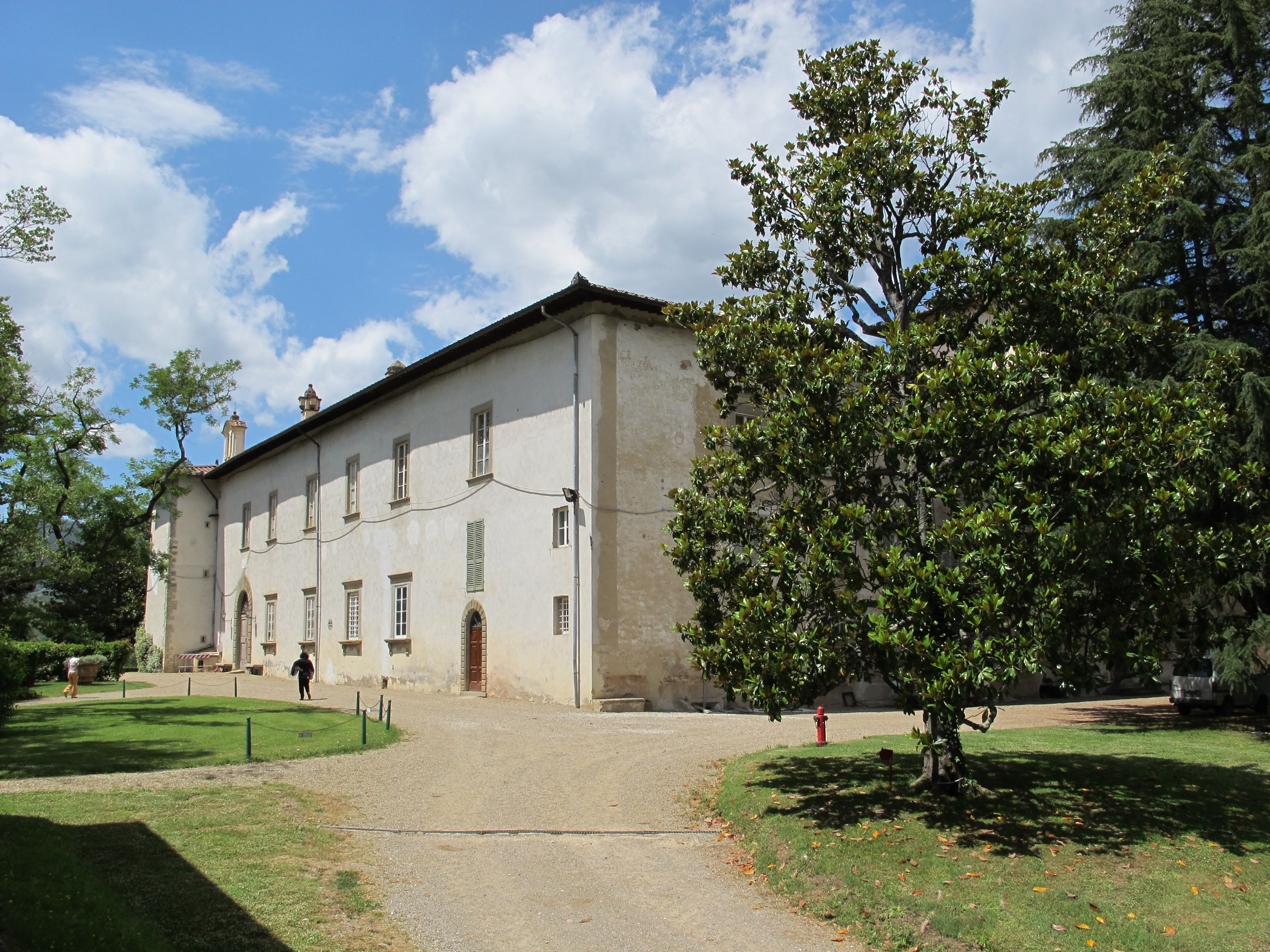
Vista de la villa medicea La magia.

En la comuna está la Villa medicea La Magia, una de las villas mediceas que el 23 de junio de 2013, en la XXXVII Sesión del Comité para el Patrimonio de la Humanidad, reunida en Phnom Penh, fue inscrita en la Lista del Patrimonio de la Humanidad con el nombre de «Villas y jardines Médici en Toscana».

## Evolución demográfica
| Gráfica de evolución demográfica de Quarrata entre 1861 y 2001 |
|                                                                |
| Fuente ISTAT - Elaboración gráfica por parte de Wikipedia      |